# Mistrzostwa Europy w Lekkoatletyce 1986 – sztafeta 4 × 100 m mężczyzn
Sztafeta 4 × 100 metrów mężczyzn była jedną z konkurencji rozgrywanych podczas XIV mistrzostw Europy w Stuttgarcie. Biegi eliminacyjne zostały rozegrane 30 sierpnia, a bieg finałowy 31 sierpnia 1986 roku. Zwycięzcą tej konkurencji została sztafeta Związku Radzieckiego w składzie: Aleksandr Jewgienjew, Nikołaj Juszmanow, Władimir Murawjow i Wiktor Bryzhin. W rywalizacji wzięło udział trzydziestu siedmiu zawodników z dziewięciu reprezentacji.

## Rekordy
| Rekord świata     | Stany Zjednoczone · (Sam Graddy, Ron Brown, Calvin Smith, Carl Lewis)               | 37,83 | Los Angeles, Stany Zjednoczone | 11.08.1984 |
| Rekord Europy     | ZSRR · (Aleksandr Jewgienjew, Nikołaj Juszmanow, Władimir Murawjow, Wiktor Bryzhin) | 38,19 | Moskwa, ZSRR                   | 09.07.1984 |
| Rekord mistrzostw | Polska · (Zenon Nowosz, Zenon Licznerski, Leszek Dunecki, Marian Woronin)           | 38,58 | Praga, Czechosłowacja          | 03.09.1978 |

### Eliminacje
Rozegrano dwa biegi eliminacyjne. Do finału awansowały po trzy najlepsze zespoły (Q) oraz dwa spośród pozostałych z najlepszym czasem (q).
Bieg 1
| Miejsce | Reprezentacja   | Zawodnicy                                                                | Czas  | Uwagi |
| ------- | --------------- | ------------------------------------------------------------------------ | ----- | ----- |
| 1       | Francja         | Thierry François, Gilles Quénéhervé, Antoine Richard, Bruno Marie-Rose   | 38,97 | Q     |
| 2       | Wielka Brytania | Elliot Bunney, Daley Thompson, Mike McFarlane, Linford Christie          | 39,26 | Q     |
| 3       | ZSRR            | Andriej Szlapnikow, Nikołaj Juszmanow, Władimir Murawjow, Wiktor Bryzhin | 39,30 | Q     |
| 4       | Węgry           | László Karaffa, István Nagy, István Tatár, Attila Kovács                 | 39,15 | q     |
| 5       | Portugalia      | Arnaldo Abrantes, Pedro Curvelo, Luís Cunha, Pedro Agostinho             | 39,86 | q,    |

Bieg 2
| Miejsce | Reprezentacja | Zawodnicy                                                             | Czas  | Uwagi |
| ------- | ------------- | --------------------------------------------------------------------- | ----- | ----- |
| 1       | NRD           | Thomas Schröder, Steffen Bringmann, Olaf Prenzler, Frank Emmelmann    | 38,81 | Q     |
| 2       | Włochy        | Antonio Ullo, Carlo Simionato, Pierfrancesco Pavoni, Stefano Tilli    | 39,03 | Q     |
| 3       | Bułgaria      | Nikołaj Markow, Anri Grigorow, Krasimir Bożinowski, Walentin Atanasow | 39,23 | Q     |
| –       | RFN           | Volker Westhagemann, Werner Zaske, Peter Klein, Jürgen Evers          | DNF   |       |

### Finał
| Miejsce | Reprezentacja   | Zawodnicy                                                                  | Czas  | Uwagi |
| ------- | --------------- | -------------------------------------------------------------------------- | ----- | ----- |
| 1       | ZSRR            | Aleksandr Jewgienjew, Nikołaj Juszmanow, Władimir Murawjow, Wiktor Bryzhin | 38,29 | CR    |
| 2       | NRD             | Thomas Schröder, Steffen Bringmann, Olaf Prenzler, Frank Emmelmann         | 38,64 |       |
| 3       | Wielka Brytania | Elliot Bunney, Daley Thompson, Mike McFarlane, Linford Christie            | 38,71 |       |
| 4       | Francja         | Thierry François, Gilles Quénéhervé, Antoine Richard, Bruno Marie-Rose     | 38,81 |       |
| 5       | Włochy          | Antonio Ullo, Carlo Simionato, Pierfrancesco Pavoni, Stefano Tilli         | 38,86 |       |
| 6       | Węgry           | László Karaffa, István Nagy, István Tatár, Attila Kovács                   | 39,15 |       |
| 7       | Bułgaria        | Nikołaj Markow, Anri Grigorow, Krasimir Bożinowski, Walentin Atanasow      | 39,33 |       |
| 8       | Portugalia      | Arnaldo Abrantes, Pedro Curvelo, Luís Cunha, Pedro Agostinho               | 39,74 | NR    |